# Ba Trung

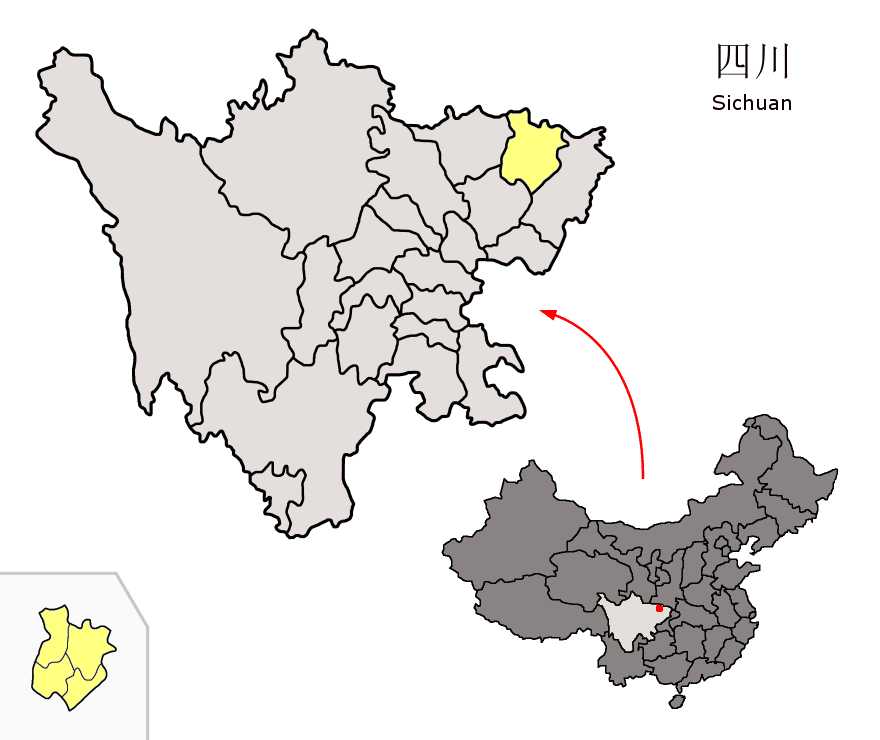
Vị trí của Ba Trung trong Tứ Xuyên (màu vàng)

Ba Trung (巴中市) là một địa cấp thị thuộc tỉnh Tứ Xuyên, Cộng hòa Nhân dân Trung Hoa. Trong thời Xuân Thu, khu vực này được gọi là Ba Tử (巴子).

## Lịch sử
Ba Trung thời cổ đại là đất đai của nước Ba, sau khi nước Tần diệt nước Ba thì cho lập quận Ba. Thời Tây Hán thì huyện Đãng Cừ thuộc quận Ba. Năm Vĩnh Nguyên thứ ba (91) thời Hán Hòa Đế tách phần phía bắc huyện Đãng Cừ lập huyện Hán Xương, nay là vùng đất thuộc quận Ba Châu. Năm Kiến An thứ sáu (201) thời Hán Hiến Đế, quận Ba đổi tên thành quận Ba Tây. Từ thời Thục Hán tới Nam Bắc triều một vài lần lập ra và xóa bỏ quận Đãng Cừ, với huyện Hán Xương thuộc quận này. Năm Chính Thủy thứ nhất (504) thời Bắc Ngụy Tuyên Vũ Đế lấy huyện Hán Xương lập quận Đại Cốc. Năm Diên Xương thứ ba (514) lập châu Ba. Năm Hi Bình thứ hai (517) Bắc Ngụy Hiếu Minh Đế chuyển trụ sở châu Ba tới huyện Hán Xương. Năm Phổ Thông thứ sáu (525) thời Lương Vũ Đế lấy huyện Hán Xương lập huyện Lương Quảng, là nơi đặt trụ sở quận Đại Cốc thuộc châu Ba. Năm Đại Tượng thứ hai (580) thời Bắc Chu Tĩnh Đế đổi thành huyện Hóa Thành.
Năm Đại Nghiệp thứ ba (607) thời Tùy Dạng Đế  bỏ châu Ba lập quận Thanh Hóa, trụ sở đặt tại huyện Hóa Thành. Năm Vũ Đức thứ nhất (618) thời Đường Cao Tổ đổi quận Thanh Hóa thành châu Ba. Năm Trinh Quán thứ nhất (627) thời Đường Thái Tông thì châu Ba thuộc đạo Sơn Nam. Năm Khai Nguyên thứ 21 (733) thời Đường Huyền Tông châu Ba thuộc đạo Sơn Nam Tây. Thời nhà Tống châu Ba thuộc lộ Lợi Châu. Thời nhà Nguyên thuộc lộ Quảng Nguyên. Năm Hồng Vũ thứ chín (1376) thời Minh Thái Tổ bỏ huyện Hóa Thành rồi giáng châu Ba thành huyện Ba. Năm Chính Đức thứ chín (1514) thời Minh Vũ Tông phục hồi lại thành châu Ba, thuộc phủ Bảo Ninh. Thời kỳ nhà Thanh giữ nguyên không đổi.
Dân Quốc năm thứ hai (1913) đổi châu Ba thành huyện Ba Trung, thuộc đạo Xuyên Bắc, năm sau cho thuộc về đạo Gia Lăng. Năm 1928 phế bỏ đạo. Từ năm 1933 tới năm 1935, phương diện quân số 4 của Hồng quân Công Nông Trung Quốc tại huyện Ba Trung tỉnh Xuyên Thiểm thành lập chính quyền Xô viết. Năm Dân Quốc thứ hai mươi bốn (1935) huyện Ba Trung thuộc khu đốc sát hành chính số 15 tỉnh Tứ Xuyên.
Sau khi Cộng hòa Nhân dân Trung Hoa thành lập (1949), huyện Ba Trung thuộc chuyên khu Đạt Huyện của khu hành chính Xuyên Bắc. 1952 niên chuyên khu Đạt Huyện do tỉnh Tứ Xuyên trực tiếp quản lý. Năm 1968 chuyên khu Đạt Huyện đổi tên thành địa khu Đạt Huyện. Tháng 7 năm 1993, triệt tiêu huyện Ba Trung, thiết lập huyện cấp thị Ba Trung (thị xã Ba Trung); vùng đất là địa khu Đạt Huyện đổi thành địa khu Ba Trung, trụ sở hành chính đặt tại huyện cấp thị Ba Trung. Địa khu Ba Trung kiêm quản các huyện Thông Giang, Nam Giang, Bình Xương. Ngày 14 tháng 6 năm 2000, triệt tiêu địa khu Ba Trung, thiết lập địa cấp thị Ba Trung. Huyện cấp thị Ba Trung đổi tên thành quận Ba Châu (khu Ba Châu). Ngày 18 tháng 1 năm 2013 tách một phần quận Ba Châu để thành lập quận Ân Dương.

## Địa lý và khí hậu
Ba Trung nằm ở phía đông bắc tỉnh Tứ Xuyên, phía nam dãy núi Đại Ba, có ranh giới với tỉnh Thiểm Tây ở phía bắc, các địa cấp thị Đạt Châu ở phía đông, Nam Sung ở phía nam và Quảng Nguyên ở phía tây. Địa cấp thị này có tổng diện tích 12.297 kilômét vuông (4.748 dặm vuông Anh), với địa hình chủ yếu là đồi núi có cao độ trong khoảng 208 đến 2.507 mét (682 đến 8.225 ft) trên mực nước biển.
Ba Trung có khí hậu cận nhiệt đới ẩm chịu ảnh hưởng của gió mùa (Köppen Cwa), trong đó có sự phân chia bốn mùa rõ nét, với nhiệt độ vừa phải và ẩm ướt. Mùa đông nói chung ngắn, nhiệt độ vừa phải và có sương mù, nhưng lượng giáng thủy thì thấp. Tháng 1 có nhiệt độ trung bình 5,8 °C (42,4 °F), và có thể xuất hiện sương giá nhưng tuyết thì hiếm thấy. Mùa hè dài, nóng và ẩm, với nhiệt độ thường đạt tới 33 °C (91 °F). Trung bình nhiệt độ ngày trong tháng 7 và tháng 8 là khoảng 27 °C (81 °F), với tháng 8 hơi nóng hơn. Mùa xuân ấm áp và nhiệt độ tăng nhanh nhưng không bền, và mưa đá thường xuất hiện. Lượng mưa trong mùa đông thấp nhưng trong mùa hè thì có thể xuất hiện những trận mưa lớn, và trên 70% lượng giáng thủy hàng năm xảy ra từ tháng 5 tới tháng 9. Thời gian không có sương giá hàng năm khoảng 260 - 280 ngày.
| Dữ liệu khí hậu của Ba Trung (thông thường: 1981–2010, kỷ lục: 1971–2010)                  | Dữ liệu khí hậu của Ba Trung (thông thường: 1981–2010, kỷ lục: 1971–2010) | Dữ liệu khí hậu của Ba Trung (thông thường: 1981–2010, kỷ lục: 1971–2010) | Dữ liệu khí hậu của Ba Trung (thông thường: 1981–2010, kỷ lục: 1971–2010) | Dữ liệu khí hậu của Ba Trung (thông thường: 1981–2010, kỷ lục: 1971–2010) | Dữ liệu khí hậu của Ba Trung (thông thường: 1981–2010, kỷ lục: 1971–2010) | Dữ liệu khí hậu của Ba Trung (thông thường: 1981–2010, kỷ lục: 1971–2010) | Dữ liệu khí hậu của Ba Trung (thông thường: 1981–2010, kỷ lục: 1971–2010) | Dữ liệu khí hậu của Ba Trung (thông thường: 1981–2010, kỷ lục: 1971–2010) | Dữ liệu khí hậu của Ba Trung (thông thường: 1981–2010, kỷ lục: 1971–2010) | Dữ liệu khí hậu của Ba Trung (thông thường: 1981–2010, kỷ lục: 1971–2010) | Dữ liệu khí hậu của Ba Trung (thông thường: 1981–2010, kỷ lục: 1971–2010) | Dữ liệu khí hậu của Ba Trung (thông thường: 1981–2010, kỷ lục: 1971–2010) | Dữ liệu khí hậu của Ba Trung (thông thường: 1981–2010, kỷ lục: 1971–2010) |
| Tháng                                                                                      | 1                                                                         | 2                                                                         | 3                                                                         | 4                                                                         | 5                                                                         | 6                                                                         | 7                                                                         | 8                                                                         | 9                                                                         | 10                                                                        | 11                                                                        | 12                                                                        | Năm                                                                       |
| ------------------------------------------------------------------------------------------ | ------------------------------------------------------------------------- | ------------------------------------------------------------------------- | ------------------------------------------------------------------------- | ------------------------------------------------------------------------- | ------------------------------------------------------------------------- | ------------------------------------------------------------------------- | ------------------------------------------------------------------------- | ------------------------------------------------------------------------- | ------------------------------------------------------------------------- | ------------------------------------------------------------------------- | ------------------------------------------------------------------------- | ------------------------------------------------------------------------- | ------------------------------------------------------------------------- |
| Cao kỉ lục °C (°F)                                                                         | 19.1 (66.4)                                                               | 22.6 (72.7)                                                               | 31.4 (88.5)                                                               | 34.0 (93.2)                                                               | 37.5 (99.5)                                                               | 37.1 (98.8)                                                               | 39.4 (102.9)                                                              | 40.6 (105.1)                                                              | 38.2 (100.8)                                                              | 32.8 (91.0)                                                               | 27.8 (82.0)                                                               | 19.3 (66.7)                                                               | 40.6 (105.1)                                                              |
| Trung bình ngày tối đa °C (°F)                                                             | 9.7 (49.5)                                                                | 12.9 (55.2)                                                               | 17.9 (64.2)                                                               | 23.3 (73.9)                                                               | 27.1 (80.8)                                                               | 29.3 (84.7)                                                               | 32.4 (90.3)                                                               | 31.8 (89.2)                                                               | 27.7 (81.9)                                                               | 21.7 (71.1)                                                               | 16.7 (62.1)                                                               | 10.6 (51.1)                                                               | 21.8 (71.2)                                                               |
| Trung bình ngày °C (°F)                                                                    | 5.9 (42.6)                                                                | 8.6 (47.5)                                                                | 12.5 (54.5)                                                               | 17.6 (63.7)                                                               | 21.6 (70.9)                                                               | 24.5 (76.1)                                                               | 27.2 (81.0)                                                               | 26.4 (79.5)                                                               | 22.8 (73.0)                                                               | 17.5 (63.5)                                                               | 12.3 (54.1)                                                               | 7.0 (44.6)                                                                | 17.0 (62.6)                                                               |
| Tối thiểu trung bình ngày °C (°F)                                                          | 3.2 (37.8)                                                                | 5.6 (42.1)                                                                | 8.6 (47.5)                                                                | 13.2 (55.8)                                                               | 17.3 (63.1)                                                               | 20.8 (69.4)                                                               | 23.3 (73.9)                                                               | 22.6 (72.7)                                                               | 19.5 (67.1)                                                               | 14.8 (58.6)                                                               | 9.4 (48.9)                                                                | 4.6 (40.3)                                                                | 13.6 (56.4)                                                               |
| Thấp kỉ lục °C (°F)                                                                        | −4.5 (23.9)                                                               | −2.3 (27.9)                                                               | −0.8 (30.6)                                                               | 3.6 (38.5)                                                                | 9.9 (49.8)                                                                | 13.4 (56.1)                                                               | 17.0 (62.6)                                                               | 17.0 (62.6)                                                               | 13.3 (55.9)                                                               | 2.7 (36.9)                                                                | 0.5 (32.9)                                                                | −5.3 (22.5)                                                               | −5.3 (22.5)                                                               |
| Lượng Giáng thủy trung bình mm (inches)                                                    | 10.8 (0.43)                                                               | 16.6 (0.65)                                                               | 30.6 (1.20)                                                               | 68.1 (2.68)                                                               | 124.0 (4.88)                                                              | 160.8 (6.33)                                                              | 244.8 (9.64)                                                              | 170.8 (6.72)                                                              | 153.0 (6.02)                                                              | 84.9 (3.34)                                                               | 38.1 (1.50)                                                               | 14.7 (0.58)                                                               | 1.117,2 (43.97)                                                           |
| Số ngày giáng thủy trung bình (≥ 0.1 mm)                                                   | 7.7                                                                       | 7.4                                                                       | 9.6                                                                       | 11.1                                                                      | 12.6                                                                      | 12.9                                                                      | 14.1                                                                      | 10.9                                                                      | 12.8                                                                      | 13.5                                                                      | 9.3                                                                       | 7.5                                                                       | 129.4                                                                     |
| Số ngày tuyết rơi trung bình                                                               | 1.1                                                                       | 0.4                                                                       | 0.1                                                                       | 0                                                                         | 0                                                                         | 0                                                                         | 0                                                                         | 0                                                                         | 0                                                                         | 0                                                                         | 0                                                                         | 0.4                                                                       | 2                                                                         |
| Độ ẩm tương đối trung bình (%)                                                             | 79                                                                        | 76                                                                        | 72                                                                        | 71                                                                        | 71                                                                        | 77                                                                        | 77                                                                        | 76                                                                        | 79                                                                        | 83                                                                        | 82                                                                        | 82                                                                        | 77                                                                        |
| Số giờ nắng trung bình tháng                                                               | 54.2                                                                      | 58.4                                                                      | 105.9                                                                     | 141.8                                                                     | 154.9                                                                     | 148.9                                                                     | 187.6                                                                     | 200.9                                                                     | 112.3                                                                     | 90.7                                                                      | 71.3                                                                      | 49.6                                                                      | 1.376,5                                                                   |
| Phần trăm nắng có thể                                                                      | 17                                                                        | 19                                                                        | 28                                                                        | 36                                                                        | 36                                                                        | 35                                                                        | 44                                                                        | 49                                                                        | 31                                                                        | 26                                                                        | 23                                                                        | 16                                                                        | 30                                                                        |
| Nguồn 1: Cục Khí tượng Trung Quốc (số ngày giáng thủy, ngày có tuyết, ngày nắng 1991–2018) |                                                                           |                                                                           |                                                                           |                                                                           |                                                                           |                                                                           |                                                                           |                                                                           |                                                                           |                                                                           |                                                                           |                                                                           |                                                                           |
| Nguồn 2: Weather China                                                                     |                                                                           |                                                                           |                                                                           |                                                                           |                                                                           |                                                                           |                                                                           |                                                                           |                                                                           |                                                                           |                                                                           |                                                                           |                                                                           |

## Các đơn vị hành chính
Ba Trung chia ra thành 2 quận, 3 huyện, 17 nhai đạo biện sự xứ, 116 trấn và 16 hương. Dân số năm 2013 là 3.284.000 người, trong đó 1.127.000 người sống trong đô thị. Điều tra dân số năm 2020 cho thấy dân số giảm xuống 2.712.894 người, trong đó 1.064.766 người sống trong đô thị (Ba Châu, Ân Dương).
| Bản đồ                                            | Bản đồ  | Bản đồ          | Bản đồ        | Bản đồ          | Bản đồ        |
| ------------------------------------------------- | ------- | --------------- | ------------- | --------------- | ------------- |
| Ba Châu Ân Dương Thông Giang Nam Giang Bình Xương |         |                 |               |                 |               |
| Tên                                               | Hán ngữ | Hán ngữ bính âm | Dân số (2020) | Diện tích (km²) | Mật độ (/km²) |
| Ba Châu                                           | 巴州    | Bāzhōu          | 719.038       | 1.404           | 512           |
| Ân Dương                                          | 恩阳    | Ēnyáng          | 345.728       | 1.155           | 299           |
| Thông Giang                                       | 通江    | Tōngjiāng       | 521.875       | 4.120           | 127           |
| Nam Giang                                         | 南江    | Nánjiāng        | 467.609       | 3.390           | 138           |
| Bình Xương                                        | 平昌    | Píngchāng       | 658.644       | 2.229           | 295           |